# 中山麻理
中山 麻理（、1948年2月1日 - 2025年7月12日）は、日本の女優。旧芸名は中山麻里。
祖父はイギリス人。長男はタレントの三田村瞬。三男は俳優の中山麻聖。姪は女優・タレントの中山エミリおよびタレントの英玲奈。兄は歌手・俳優のマイケル中山。元夫は俳優の三田村邦彦。

## 来歴・人物
東京都世田谷区生まれ。順心女子学園高等学校（現・広尾学園高等学校）卒業後の1966年に東宝演芸部に入り、1968年『兄貴の恋人』で映画デビューし、エランドール新人賞を受賞。1969年に『不信のとき』で初舞台、TBSのドラマ『サインはV』出演で茶の間に知られるようになった。
大人びたクールな美貌とグラマラスな肢体を兼ね備えた女優として活躍していた中、1980年に映画『限りなく透明に近いブルー』で共演した俳優の三田村邦彦と結婚して芸能界から引退したが、1999年に離婚してからは芸能活動を再開していた。
2024年暮れより体調不良を訴えて入院し、闘病生活を送っていたが、翌2025年7月12日、東京都内の病院にて死去したことが同月21日に明らかとなった。77歳没。最期は3人の息子らに看取られて息を引き取ったという。

## 出演

### 映画
- 兄貴の恋人（1968年） - 中井緑
- クレージーのぶちゃむくれ大発見（1969年） - 天野好子[2]
- ニュージーランドの若大将（1969年） - 朝吹マリ
- 緯度0大作戦（1969年） - 岡田鶴子[1][2]
- サインはV（1970年） - 椿麻理
- 華麗なる一族（1974年） - 万俵万樹子
- 炎の肖像（1974年） - 小林絵里
- 憧憬（1977年） - サチ
- 突然、嵐のように（1977年） - 枝川俊子
- 愛の嵐の中で（1978年） - 風間の婚約者
- 限りなく透明に近いブルー（1979年） - リリー
- JOKER 厄病神（1998年） - ヒロシの母
- IZO（2004年） - 参番の女

### テレビドラマ
- サインはV（1969年 - 1970年、TBS） - 椿麻理
- でっかい青春 第37話「太陽の下の18才」（NTV）
- 東京バイパス指令 第4話「拳銃の秘密」（1968年、NTV・東宝）
- 夫よ男よ強くなれ 第8話「それでも男なの!!」（1969年、NET）
- 右門捕物帖 第21話「女殺し出世地獄」（1970年、NTV・東宝）
- 恋愛術入門 第18話「ラブ・コーチ」（1971年、TBS / 国際放映） - ていこ
- ワン・ツゥ・アタック!（1971年、東京12ch）
- レッツ・ゴー ミュンヘン!（1971年、東京12ch） - 村山真理
- 冬の華（1971年、TBS）
- ミラーマン 第16話「人形怪獣キンダーを追え!」（1971年、フジテレビ） - 蓮沼悦子
- レモンの天使 第16話「赤ちゃんに負けるな！」（1971年、フジテレビ/東宝） - 今村看護婦(師)
- ワイルド7（1972年、NTV）第2話「死を呼ぶヘル・キャット」- ヘル・キャット（緒方麗子）
- 決めろ!フィニッシュ（1972年、TBS・東宝） - 星わかばの姉・コーチ
- 荒野の素浪人 第30話「緋剣 三匹の女渡世人」（1972年、NET / 三船プロ） - 銀次郎
- 眠狂四郎 第22話「尼寺に臙脂が匂う」（1973年、KTV・東映）
- 大いなる旅路（1972年、NTV・バリアンツ） - 新井信子
- 白い影（1973年、TBS） - 行田美樹子
- 刑事くん 第2部（1973年、TBS） - 吉本真琴
- 特捜記者 第1話「女を通りぬける」（1974年、KTV）
- めしはまだか!（1974年、NET） - 百合
- 傷だらけの天使 第3話「ヌードダンサーに愛の炎を」（1974年、NTV・東宝） - 有明マリ
- 度胸時代（1974年、TBS） - お柳
- TOKYO DETECTIVE 二人の事件簿 第30話「刑事の初恋」（1975年、ABC・大映テレビ）
- 愛のサスペンス劇場 / 嫉妬（1975年、NTV・大映テレビ）
- 夜明けの刑事 第68話「暴力亭主と別れる方法」（1976年4月21日、TBS / 大映テレビ） - 浜本玲子
- 土曜ドラマ / 松本清張シリーズ・棲息分布（1977年、NHK） - 美奈子
- いろはの"い" 第28話「オオカミが来た」（1977年、NTV・東宝） - 宮沢夫人
- 横溝正史シリーズ / 悪魔が来りて笛を吹く（1977年、MBS） - 菊江
- 遠山の金さん 杉良太郎版 第1シリーズ 第94話「命乞い」（1977年、NET/東映） - おしな
- おせん（1977年、TBS）
- 華麗なる刑事 第1話「月曜日には紅いバラを」（1977年、CX） - パトリシア（レッドデビル）
- 大都会 PARTII 第7話「ダイヤモンドは死の匂い」（1977年、NTV・石原プロ） - 江川秘書
- 土曜ワイド劇場（ANB）
  - 横溝正史の吸血蛾（1977年）
  - 松本清張の顔 死の断崖（1978年） - 阿美
- 新・座頭市 第2シリーズ 第8話「そこのけ、そこのけ、あんまが通る」（1978年、CX） - 浅尾
- チェックメイト78（1978年、ABC）
- 遠ざかる足音（1978年、TBS）
- 細腕一代記（1979年、YTV）
- 愛と喝采と（1979年、TBS） - 桂
- 吉宗評判記 暴れん坊将軍（1979年、ABC）
  - 第93話「呆れかえった武門の意地」（1979年） - 千代菊
- 女たちの家（1980年、フジテレビ） - 青山万里子
- 愛しい女（1980年、NTV） - 園田百合子
- 三姉妹探偵団 第4・5話（1998年、NTV） - 石垣園子
- 緋の稜線（1998年、THK） - 嵯峨美多鶴子
- 痛快!バツイチ・トリオ 女だけの便利屋事件簿2（1998年、TBS） - 佐伯美佐子
- 名探偵キャサリン・シリーズ ブラックオパール殺人事件（1998年、TBS） - 石川薫
- 天国に一番近い男（1999年、TBS） - スナックさつきのママ
- 女と愛とミステリー（テレビ東京）
  - 逃げ口上 路線バス爆破事件！（2002年） - 相原恭子
  - 密会の宿 北鎌倉不倫殺人旅行（2003年） - 大坂芳子

### Vシネマ
- 修羅外道 本家襲撃（2006年） - 時定一家総長時定康正の母
- 新・修羅の軍団1,2（2010年）

### 舞台
- 東宝現代劇新春特別公演『不信のとき』（1969年1月2日 - 2月27日、芸術座） - マユミ 役
- 劇団東少ファミリーミュージカル『アルプスの少女ハイジ』（2018年） - ロッテンマイエル 役

### 吹き替え
- 殺人狂時代 - マリリン・ナッシュ（英語版） ※TBS版

### その他
- 旅の香り〜四季の名宿めぐり〜（2008年、テレビ朝日）
- ライオンのごきげんよう（フジテレビ）
- 愛する二人別れる二人（フジテレビ、1998年）
- 開運!何でも鑑定団（1998年7月14日、テレビ東京） - 三田村邦彦が家を出た後に残していった品を鑑定に出す。

## 受賞歴
- エランドール新人賞（1968年）[6]